# Guillaume II de Nassau-Dillenbourg
Le prince Guillaume II de Nassau-Dillenbourg (28 août 1670 – 21 septembre 1724 à Dillenburg) est prince de Nassau-Dillenbourg de 1701 jusqu'à sa mort. Il est le fils du prince Henri de Nassau-Dillenbourg (1641-1701) et de Dorothée Élisabeth de Legnica-Brzeg (1646-1691).

## Biographie
Autour de 1694, il fait son Grand Tour qui l'emmène à travers l'Allemagne, les Pays-bas, l'Angleterre, le Danemark, la Suède et l'Italie. Après la mort de son père en 1701, il hérite de Nassau-Dillenbourg. En 1711, François-Alexandre de Nassau-Hadamar meurt, et Guillaume II hérite d'une part de Nassau-Hadamar. Les négociations durent jusqu'en 1717; à la fin, Guillaume II reçoit Mengerskirchen, Lahr dans le Westerwald, et Frickhofen.
En 1709, il devient chevalier de l'Ordre de Saint-Hubert, qui a été relancée par l'électeur palatin Jean-Guillaume de Neubourg-Wittelsbach en septembre 1708.
Guillaume II est mort en 1724, et est enterré dans l'église Évangélique de la ville dans Dillenbourg. Comme il n'a pas d'héritier mâle, sa principauté passe à son frère Christian.

## Mariage et descendance
Il se marie le 13 janvier 1699 à Harzgerode, avec Jeanne-Dorothée (24 décembre 1676 – 29 novembre 1727), la fille du duc Auguste de Schleswig-Holstein-Sonderbourg-Plön-Norbourg. Ils ont deux enfants:
- Henri Auguste Guillaume (15 novembre 1700 – 22 août 1718)
- Élisabeth Charlotte (14 juillet 1703 – 22 juin 1720)